# Pidloszi
Pidloszi (ukrainisch Підлозці; russisch Подлозцы Podloszy, polnisch Podłoże) ist ein Dorf in der Westukraine mit etwa 550 Einwohnern (2001).
Es liegt etwa 19 Kilometer nordwestlich der ehemaligen Rajonshauptstadt Mlyniw und 62 Kilometer westlich der Oblasthauptstadt Riwne nahe dem Fluss Styr.

## Geschichte
Der Ort entstand in der 2. Hälfte des 19. Jahrhunderts und wird 1889 zum ersten Mal schriftlich erwähnt. Er lag bis zum Ende des Ersten Weltkriegs im Gouvernement Wolhynien als Teil des Russischen Reiches. Ein älteres Dorf namens Podłozce lag näher beim Styr, wurde aber durch Überflutungen zerstört, das neue Dorf wurde westlicher wieder aufgebaut.
Nach dem Ersten Weltkrieg kam der Ort zunächst zur Westukrainischen Volksrepublik und dann zu Polen (in die Woiwodschaft Wolhynien, Powiat Dubno, Gmina Jarosławicze). Im Zweiten Weltkrieg wurde er zwischen 1939 und 1941 von der Sowjetunion besetzt. Nach dem deutschen Überfall auf die Sowjetunion im Juni 1941 wurde er bis 1944 von Deutschland besetzt, dies gliederte den Ort in das Reichskommissariat Ukraine in den Generalbezirk Brest-Litowsk/Wolhynien-Podolien, Kreisgebiet Dubno ein.
Nach dem Krieg fiel der Ort an die Sowjetunion. Dort kam das Dorf zur Ukrainischen SSR und seit dem Zerfall der Sowjetunion 1991 ist es ein Teil der unabhängigen Ukraine.

## Verwaltungsgliederung
Am 3. September 2015 wurde das Dorf zum Zentrum der neugegründeten Landgemeinde Pidloszi (Підлозцівська сільська громада Pidlosziwska silska hromada). Zu dieser zählen noch die 8 in der untenstehenden Tabelle aufgelistetenen Dörfer, bis dahin bildete es zusammen mit den Dörfern Sahatynzi, Stawriw, Topillja und Welyke die Landratsgemeinde Pidloszi (Підлозцівська сільська рада/Pidlosziwska silska rada) im Westen des Rajons Mlyniw.
Am 17. Juli 2020 wurde der Ort Teil des Rajons Dubno.
Folgende Orte sind neben dem Hauptort Pidloszi Teil der Gemeinde:
| Name                     | Name       | Name                      | Name            | Name |
| ukrainisch transkribiert | ukrainisch | russisch                  | polnisch        |      |
| ------------------------ | ---------- | ------------------------- | --------------- | ---- |
| Lychatschiwka            | Лихачівка  | Лихачовка (Lichatschowka) | Lichaczówka     |      |
| Nowe                     | Нове       | Новое (Nowoje)            | Podhajce        |      |
| Sahatynzi                | Загатинці  | Загатинцы (Sagatinzy)     | Rykanie Małe    |      |
| Sawallja                 | Завалля    | Завалье (Sawalje)         | Zawale          |      |
| Stawriw                  | Ставрів    | Ставров (Stawrow)         | Stawrów         |      |
| Topillja                 | Топілля    | Тополье (Topolje)         | Topule, Topyle  |      |
| Torhowyzja               | Торговиця  | Торговица (Torgowiza)     | Targowica       |      |
| Welyke                   | Велике     | Великое (Welikoje)        | Rykanie Wielkie |      |